# Josep Rebull Cabré
Josep Rebull Cabré   (Tivissa, 31 de maig de 1906 - Banyuls de la Marenda, 23 de maig de 1999) fou un periodista i polític català. Era el marit de la cantantautora Teresa Rebull.

## Biografia
Germà de Daniel Rebull "David Rey". Va ser detingut per primera vegada als 11 anys, a rel de la vaga general de 1917. El 1927, fent el servei militar, es va afiliar al Partit Comunista d'Espanya. L'any 1928 va ingressar a la Federació Comunista Catalano-Balear a Tarragona, on va ser membre del comitè local. Va ser un dels fundadors del Bloc Obrer i Camperol i el seu secretari a Tarragona. El 1932 va participar en el comitè de vaga de l'empresa tèxtil Soliano de Tarragona, que després de 9 setmanes aconseguí els seus objectius, però Rebull va haver d'abandonar l'empresa. Va fer estudis de peritatge industrial a Terrassa. El novembre de 1932 va ser candidat a les eleccions al Parlament de Catalunya per Tarragona. El 1933 va ser un dels fundadors del BOC a Terrassa. Després dels esdeveniments d'octubre de 1934, a la clandestinitat, va ser encarregat pel Comitè Executiu del BOC de la impressió i difusió de La Batalla. Membre del POUM, des de la seva fundació, a partir del setembre de 1935 esdevingué un dels components del comitè central i del comitè local de Barcelona. El febrer de 1936 participà en les llistes electorals del POUM per Tarragona. En esclatar la guerra civil fou nomenat administrador de La Batalla i de l'Editorial Marxista. L'agost-setembre de 1936 establí una bona amistat amb Gaston Davoust d'Unión Communiste.

## L'anàlisi d'esquerra dels fets de maig de 1937
Des de la cèl·lula 72 del POUM de Barcelona sostingué un posicionament d'esquerra dins el partit, crític amb les decisions de la direcció. El 13 d'abril de 1937, amb Josep Martí, aconseguí l'aprovació d'un manifest del comitè local del POUM de Barcelona en el qual es criticava la participació en la Generalitat i es defensava un Front Obrer Revolucionari que potenciàs els consells obrers. En un article publicat el 29 de maig de 1937 en el Butlletí Interior del POUM, els fets de maig representaven l'ofensiva de la contrarevolució (representada pel PSUC i ERC)com a conseqüència de no haver destruït l'estat burgès i pres el poder el juliol de 1936, situació facilitada per la col·laboració de la CNT amb les institucions burgeses. El maig de 1937 es va produir una reacció espontània a la presa de la Telefònica, però sense direcció, coordinació o objectius definits. Rebull va qualificar el maig de 1937 com una derrota sense pal·liatius del proletariat. Cal assenyalar que aleshores, Josep Rebull, va ser dels pocs poumistes que advertiren de la necessitat de passar a la clandestinitat, ja que la repressió s'havia de descabdellar sobre el POUM.

## Guerra, exili, resistència i militància
El 1937, després dels fets de maig, va estar durant any treballant a la clandestinitat i mantenint les publicacions del POUM fins l'abril de 1938. Després s'incorporà a l'exèrcit republicà. Exiliat el 1939 a França, amb la seva companya Teresa Rebull, residí clandestinament un any a París. Posteriorment passà a Marsella, on s'incorpora a la Resistència francesa contra l'ocupació alemanya. Detingut per la Gestapo, fou alliberat l'agost de 1944 per les tropes aliades. Va treballar com a obrer portuari i com a administrador de garatge a Marsella. El 1947, a París, fou nomenat administrador de l'editorial Atlas i, més tard, va pertànyer al quadre tècnic de Franc Tireur, posteriorment París Jour, on hi treballa vint-i-quatre anys fins a la jubilació. Durant un temps fou membre del comitè executiu del POUM a l'exili. El 1971 passà a residir a Banyuls de la Marenda.